# Артюхов Дмитро Андрійович
Дмитро Андрійович Артюхов (рос. Дмитрий Андреевич Артюхов, нар. 17 лютого 1988, Новий Уренгой) — російський господарський і політичний діяч. Губернатор Ямало-Ненецького автономного округу з 9 вересня 2018 року (тимчасово виконувач обов'язків губернатора Ямало-Ненецького автономного округу з 29 травня по 9 вересня 2018).

## Доходи
Загальна сума задекларованого річного доходу за 2021 рік становила 26 млн 409 тис. рублів, дружини - 15 млн 076 тис. рублів.

## Сім'я
Одружений, дружина також економіст-фінансист, разом навчалися в школі, а потім у виші.

## Санкції
Артюхов Дмитро голова державного органу, що здійснює підтримку публічне схвалення політики РФ, спрямованої на проведення військових дій та геноцид цивільного населення в Україні. Посягання на територіальну цілісність та недоторканість України. Дмитро Артюхов є підсанкційною особою великої кількості країн.